# Giovanni Simeoni
Giovanni Simeoni, italijanski rimskokatoliški duhovnik, škof in kardinal, * 12. julij 1816, Paliano, † 14. januar 1892.

## Življenjepis
5. marca 1875 je bil imenovan za naslovnega nadškofa Kalcedona in za apostolskega nuncija v Španiji. 15. marca je bil imenovan za kardinala in pectore in 4. aprila istega leta je prejel škofovsko posvečenje.
17. septembra 1875 je bil povzdignjen v kardinala in imenovan za kardinal-duhovnika S. Pietro in Vincoli.
Med 5. marcem 1878 in 1. januarjem 1885 je bil prefekt Kongregacije za propagando vere.